# Miconia aureoides
Miconia aureoides är en tvåhjärtbladig växtart som beskrevs av Célestin Alfred Cogniaux. Miconia aureoides ingår i släktet Miconia och familjen Melastomataceae. Inga underarter finns listade i Catalogue of Life.